# Semiothisa baegerti
Semiothisa baegerti là một loài bướm đêm trong họ Geometridae.